# Rubeostratilia texensis
La rubeostratilia (Rubeostratilia texensis) è un anfibio estinto, appartenente ai temnospondili. Visse nel Permiano inferiore (circa 298 - 290 milioni di anni fa) e i suoi resti fossili sono stati ritrovati in Nordamerica (Texas).

## Descrizione
Questo animale era di piccole dimensioni e non raggiungeva i 50 centimetri di lunghezza. Come tutti gli animali simili, possedeva un cranio grande, di forma ovale e allungata. Le narici esterne erano ingrandite, così come le orbite; questi caratteri si riscontrano in altri piccoli anfibi temnospondili come Tersomius e Micropholis. Il cranio mostra l'osso palatino esposto lateralmente e il processo dorsale del quadrato tipici dei dissorofoidi. Rubeostratilia possedeva alcune caratteristiche uniche: lo pterigoide in contatto solo con l'ectopterigoide, la forma falciforme del postfrontale e il processo alare sulla premascella corto, che non si estendeva posteriormente per più della metà della narice esterna.

## Classificazione
Rubeostratilia texensis venne descritto per la prima volta nel 2011, sulla base di un cranio fossile ritrovato nella contea di Clay, in Texas. Questo animale mostra notevoli similitudini con un altro piccolo anfibio scoperto in Oklahoma, Pasawioops mayi. Questi due animali fanno parte degli anfibamidi, un gruppo di anfibi temnospondili inclusi nella superfamiglia dei dissorofoidi, spesso ritenuti vicini all'origine dei moderni ordini di anfibi (in particolare gli anuri e gli urodeli). Uno studio del 2019 indica che Rubeostratilia potrebbe essere un membro dei Micropholidae, assieme a Pasawioops (Schoch, 2019).